# 本郷信富
本郷 信富（ほんごう のぶとみ）は、戦国時代から江戸時代初期の武将。室町幕府申次衆。江戸幕府初代奏者番と見なされる。

## 生涯
本郷氏は鎌倉時代以来若狭国に本領を持つ武士で、足利尊氏以降代々足利将軍家に仕えた。はじめ足利義輝に仕え、義輝が三好長慶と対立して京都を追われた際には居城に迎え入れている。のち足利義昭・織田信長と仕えたが、程なく徳川家康の招聘を受けてこれに属し、慶長7年（1602年）には山城国綴喜郡に500石を安堵された。慶長8年（1603年）家康に将軍宣下がされた際、室町幕府以来の故事の家という事で奏者番に任じられ、伏見に屋敷を与えられた。この任命が奏者番の初例とされるが、これ以前に津田秀政などが既に任じられていたとする資料もある。慶長10年（1605年）伏見で没。嫡子頼泰は父に先立って没しており、家督は嫡孫の勝吉が継承した。
この系統は旗本として存続し、本郷泰固もこの末裔とみられる。